# 青山寛
青山 寛（あおやま ひろし、1875年（明治8年）9月19日 - 1946年（昭和21年））は、大日本帝国陸軍軍人。最終階級は陸軍少将。

## 経歴・人物
愛知県愛知郡長湫村（現長久手市）で、青山甚兵衛の長男として生まれる。1896年（明治29年）陸軍士官学校第8期卒業。日露戦争に出征。
1917年（大正6年）8月に大阪連隊区司令官、1919年（大正8年）7月に陸軍歩兵大佐、1920年（大正9年）8月に近衛歩兵第4連隊長を経て、1924年（大正13年）2月に陸軍少将・第10師団司令部附となる。その後、1925年（大正14年）4月に歩兵第22旅団長を経て、1928年（昭和3年）3月8日に待命、同月29日に予備役に編入した。

## 栄典
- 1897年（明治30年）10月15日 - 正八位[4]
- 1899年（明治32年）12月26日 - 従七位[5]